# Andreas Schnabel

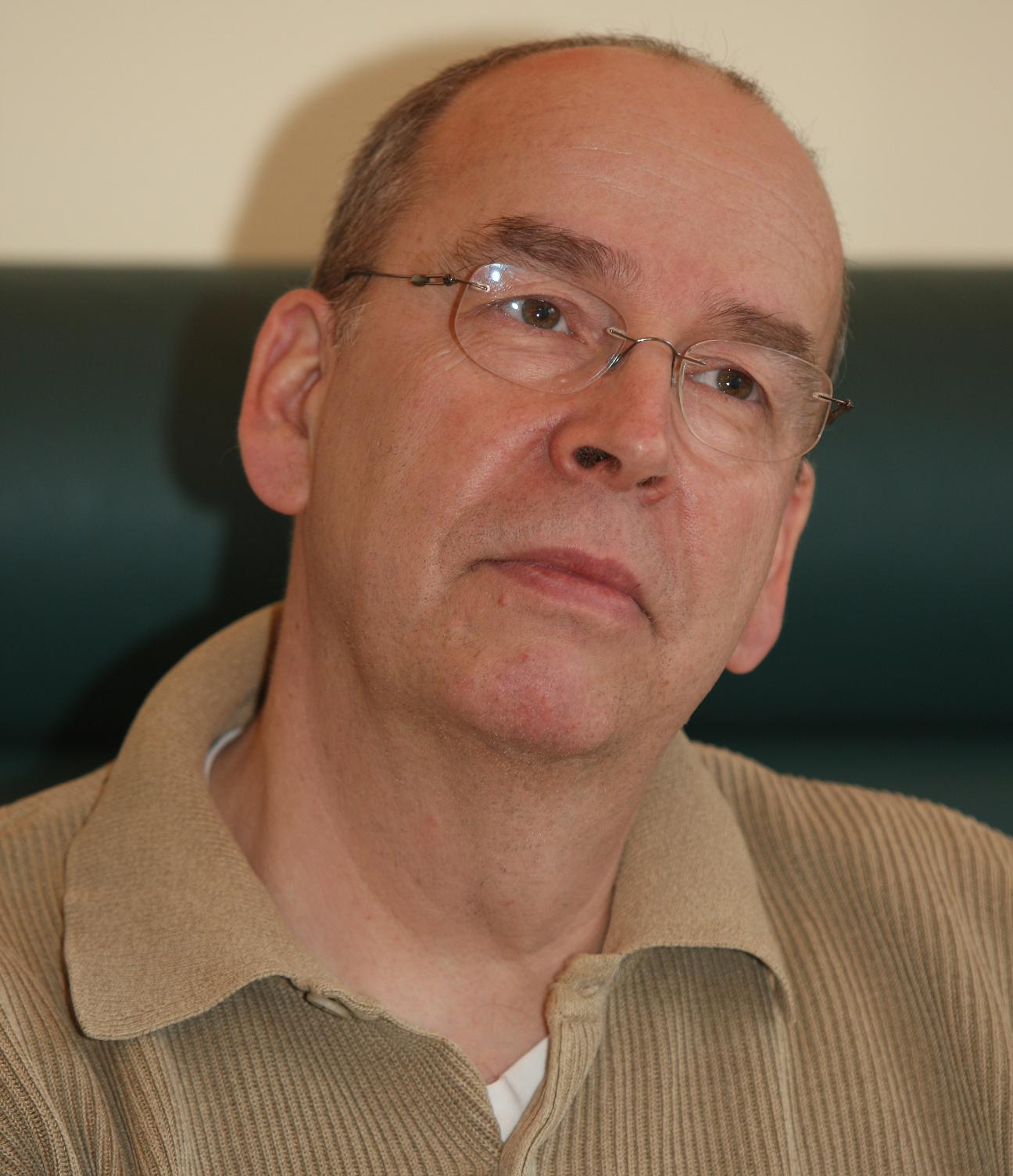
Andreas Schnabel

Andreas Schnabel, verheiratet Andreas-Manuel Schnabel-Weymann (* 1. Juni 1953 in Hamburg) ist ein deutscher Schriftsteller.

## Leben
Andreas Schnabel ist der Sohn von Dagmar Altrichter und Günther Schnabel und der Neffe von Ernst Schnabel. Er ist ausgebildeter Rettungssanitäter, arbeitete als Hauptbrandmeister, Taxifahrer, Rundfunkreporter, RTL-Sportredakteur (Tennis und Formel 1), TV-Producer, Filmproduzent, Event & TV-Regisseur und Theater-Autor. Er lebt als Autor in Pulheim bei Köln und ist Vater von zwei Söhnen.

## Werke
- Tod oder Finca. Emons Verlag 2009, ISBN 978-3-89705-652-7
- Tod in Palma. Emons Verlag 2010, ISBN 978-3-89705-724-1
- Tod auf der Insel. Emons Verlag 2011, ISBN 978-3-89705-811-8
- Tod auf Cabrera. Emons Verlag 2012, ISBN 978-3-89705-974-0
- Tod inclusive. Emons Verlag 2013, ISBN 978-3-95451-112-9
- Braune Orchideen. Monogramm Verlagsgesellschaft 2014, ISBN 978-3-945458-01-3
- Poolposition. Emons Verlag 2014, ISBN 978-3-95451-364-2[1]
- Post mortem. Monogramm Verlagsgesellschaft 2015, ISBN 978-3-945458-26-6[2]
- Tod unter Pinien. Emons Verlag 2016, ISBN 978-3-95451-827-2[3]
- Tod mit Verspätung. Monogramm Verlagsgesellschaft 2018, ISBN 978-3-945458-33-4.
- Ein-Eins-Mord: Der Feuerwehr-Krimi. Monogramm Verlagsgesellschaft 2019, ISBN 978-3-945458-40-2.
- Mord an der Küste: Der DLRG-Krimi. Emons Verlag 2022, ISBN 978-3-7408-1706-0.
- Der Tod segelt mit. Emons Verlag 2024, ISBN 978-3-7408-2318-4.